# Manga Sekai Mukashi Banashi
Super Aventuras (天使がとおる, Manga Sekai Mukashi Banashi) é um anime que foi produzido no Japão de 1976 a 1979. A série apresentava contos, muitos da literatura universal, adaptados para animação, e deste modo um episódio nunca tinha ligação um com o outro. 
Enquanto que os estúdios Disney apresentavam versões mais romantizadas de contos, muitas das histórias narradas em Super aventuras tinham finais tristes, mais próximos dos contos originais.Foi exibido nos anos 80 pela Rede Manchete     (1983 - 1984), TVE e  TV Cultura (1989). 
Quem assistia com certeza se emocionava com as belíssimas histórias, que no Brasil foram narradas por Neyda Rodrigues, já falecida.
Entre os 127 episódios, muitos deles não-exibidos no Brasil e alguns com mais de uma parte, estavam:
Pinóquio;
O Quebra-Nozes;
A Derrota(O Coelho Esperto e o Tigre);
Drácula;
Os Miseráveis;
A Flor Cosmos;
O Gato de Botas;
Romeu e Julieta;
O Rei Tubarão;
Eco e Narciso;
A Pequena Vendedora de Fósforos(Cozete);
O Flautista de Hamelin;
Chapeuzinho Vermelho;
O São Bernado;
Frankenstein;
O Cervo e a Tartaruga;
Simbad o Marujo;
A Lira de Orfeu;
O Mágico de Oz;
O Príncipe e o Mendigo,
O Coelho e a Manteiga
O Anel Mágico
100 Coelhos
Sete com um golpe só 
entre outros.
Curiosidade: os personagens da abertura e encerramento (o rapaz, a moça com chapéu de bruxa, o cachorrinho amarelo e o misterioso homem do violão) nunca apareceram em nenhum episódio apresentado no Brasil. 

## links
- «Manga Sekai Mukashi Banashi no site Anime News Network» (em inglês)
- «Manga Sekai Mukashi Banashi no site Central Retrô»